# Avenida La Plata
Avenida La Plata – stacja metra w Buenos Aires, na linii E. Znajduje się pomiędzy  stacją Boedo, a José María Moreno. Stacja została otwarta 24 kwietnia 1966.